# Pyropelta musaica
Pyropelta musaica is een slakkensoort uit de familie van de Pyropeltidae. De wetenschappelijke naam van de soort is voor het eerst geldig gepubliceerd in 1987 door McLean & Haszprunar.